# Nijō Korefusa
Nijō Korefusa (二条 尹房 1496 – 1551?) fue un kuge (cortesano) que actuó de regente durante la era Muromachi. Fue hijo del regente Nijō Hisamoto.
Ocupó la posición de kanpaku del Emperador Go-Kashiwabara entre 1518 y 1525, y como kanpaku del Emperador Go-Nara entre 1534 y 1536.
Contrajo matrimonio con una hija del regente Kujō Hisatsune y tuvieron como hijo a Nijō Haruyoshi.